# بادم (آلمان)
بادم (به آلمانی: Badem) یک شهر در آلمان است که در بیتبورگ-پروم واقع شده‌است.